# Сильдавский язык
Сильдавский язык — вымышленный западногерманский язык, созданный бельгийским карикатуристом Эрже в качестве государственного для балканского королевства Сильдавия, где разворачиваются действия пяти комиксов из серии «Приключения Тинтина» — «Скипетр Оттокара» (1939 год), «Пункт назначения — Луна» (1953 год) «Путешественники на Луне» (1954 год), «Дело Турнесоля» (1956 год) и «Тинтин и озеро акул» (1972 год).
Также Сильдавия граничит с Бордюрией, другим вымышленным государством, которое во всех альбомах противостоит Сильдавии, но имеющим похожий язык.

## Характеристика языка
Как рассказывается в книгах о Тинтине, сильдавский имеет сходство с некоторыми центральноевропейскими языками, особенно польским и венгерским, из-за своей орфографии. Как и в сербском, в нем используются как кириллица, так и латиница, хотя, по-видимому, в несколько разных контекстах; чаще всего он пишется кириллицей, хотя при королевском дворе используется латиница. Он имеет множество орфографических особенностей, встречающихся в различных восточноевропейских языках, в первую очередь в «sz» и «cz» из польского языка. Однако этот язык является германским.
Его лексика и грамматика напоминают нидерландский и немецкий языки и имеют мало общего с какими-либо славянскими языками. Но в то время как диалект брюссельского района Мароллы, родной для Эрже, был использован в качестве основы языка, сильдавский имеет гораздо более сложную грамматику, на которую прослеживается серьезное влияние со стороны других центральноевропейских языков.
Сильдавский, также, по — видимому, испытал влияние бордюрского (другой вымышленный язык во вселенной Тинтина), славянских языков и турецкого. Сильдавцы часто носят имена славянского происхождения, такие как Владимир; блюдо шлашек, с которым столкнулся Тинтин, также, по-видимому, является заимствованием («szaszłyk» — польское слово, обозначающее шашлык, заимствованное, в свою очередь, из турецкого). Многие слова в сильдавском языке основаны на распространенных во французском языке сленговых выражениях. Например, слово «klebcz» построено на распространенном в Париже сленге «clebs», что в переводе означает «собака». В целом, сильдавский, имеющий весьма большое сходство с польским, можно сравнить с искусственным романским языком венедик или с находящимся в настоящее время под угрозой исчезновения вилямовским языком.